# Sharen Davis
Pour les articles homonymes, voir Davis.
Sharen Davis, née le 22 février 1957, est une costumière américaine.
Elle a été nommée pour deux Oscars pour Ray et pour Dreamgirls.
Elle collabore fréquemment avec l'acteur Denzel Washington, ayant travaillé avec lui cinq fois, notamment sur l'adaptation cinématographique de Fences.

## Filmographie partielle

### Au cinéma
| Année | Titre                                                 | Réalisateur                | Notes             |
| ----- | ----------------------------------------------------- | -------------------------- | ----------------- |
| 1992  | Equinox                                               | Alan Rudolph               |                   |
| 1993  | Younger and Younger                                   | Percy Adlon                |                   |
| 1995  | Le Diable en robe bleue (Devil in a Blue Dress)       | Carl Franklin              |                   |
| 1997  | Argent comptant (Money Talks)                         | Brett Ratner               |                   |
| 1998  | Docteur Dolittle (Dr. Dolittle)                       | Betty Thomas               |                   |
| 1998  | Rush Hour                                             | Brett Ratner               |                   |
| 2000  | La Famille foldingue (Nutty Professor II: The Klumps) | Peter Segal                |                   |
| 2001  | Un gentleman en cavale (Double Take)                  | George Gallo               |                   |
| 2002  | Crimes et Pouvoir (High Crimes)                       | Carl Franklin              |                   |
| 2002  | Antwone Fisher                                        | Denzel Washington          |                   |
| 2003  | Nat Turner: A Troublesome Property                    | Charles Burnett            | film documentaire |
| 2003  | Out of Time                                           | Carl Franklin              |                   |
| 2004  | Ray                                                   | Taylor Hackford            |                   |
| 2005  | Beauty Shop                                           | Bille Woodruff             |                   |
| 2006  | Akeelah (Akeelah and the Bee)                         | Doug Atchison              |                   |
| 2006  | Dreamgirls                                            | Bill Condon                |                   |
| 2006  | À la recherche du bonheur (The Pursuit of Happyness)  | Gabriele Muccino           |                   |
| 2007  | The Great Debaters                                    | Denzel Washington          |                   |
| 2008  | Sept Vies (Seven Pounds)                              | Gabriele Muccino           |                   |
| 2009  | Middle Men                                            | George Gallo               |                   |
| 2010  | Le Livre d'Eli (The Book of Eli)                      | Albert et Allen Hughes     |                   |
| 2011  | La Couleur des sentiments (The Help)                  | Tate Taylor                |                   |
| 2012  | Looper                                                | Rian Johnson               |                   |
| 2012  | Django Unchained                                      | Quentin Tarantino          |                   |
| 2014  | Godzilla                                              | Gareth Edwards             |                   |
| 2014  | Get on Up                                             | Tate Taylor                |                   |
| 2016  | La Cinquième Vague (The 5th Wave)                     | J Blakeson                 |                   |
| 2016  | Les Sept Mercenaires (The Magnificent Seven')         | Antoine Fuqua              |                   |
| 2016  | Fences                                                | Denzel Washington          |                   |
| 2018  | Alpha                                                 | Albert Hughes              |                   |
| 2020  | Project Power                                         | Henry Joost Ariel Schulman |                   |
| 2021  | La Méthode Williams (King Richard)                    | Reinaldo Marcus Green      |                   |
| 2021  | A Journal for Jordan                                  | Denzel Washington          |                   |

### À la télévision
- 1995 : Earth 2  (7 épisodes)
- 2011 : Falling Skies  (1 épisode : "Vivre et apprendre")
- 2018 : Westworld  (10 épisodes)
- 2019 : Watchmen  (mini-série télévisée, 1 épisode)

## Récompenses et nominations
Oscars
- Nommée :  Meilleure conception de costumes, Dreamgirls (2006)
- Nommée :  Meilleure création de costumes, Ray (2004)

Prix de la Guilde des créateurs de costumes
- Nommée : Excellence en télévision de science-fiction/fantastique, Watchmen, épisode 101 (2019)
- Lauréate : Excellence en télévision de science-fiction/fantastique, Westworld (2018)
- Nommée :  Meilleure conception de costumes, La Couleur des sentiments (The Help, 2011)
- Nommée : Meilleure création de costumes, Dreamgirls (2006)
- Nommée : Meilleure conception de costumes, Ray (2004)

Emmy Awards aux heures de grande écoute
- Lauréate : Costumes fantastiques/science-fiction exceptionnels, Watchmen (2019). Partagé avec : Valerie Zielonka (superviseuse des costumes) pour Watchmen : "C'est l'été et nous manquons de glace" (2019)
- Nommée : Costumes fantastiques/science-fiction exceptionnels, Westworld (2016). Partagé avec : Charlene Amateau, Jodie Stern, Sandy Kenyon pour Westworld : "Akane no Mai" (2018)

Prix de l'Association des critiques de films de diffusion
- Nommée :  Meilleure conception de costumes, La Couleur des sentiments (The Help, 2011)